# Tunéziai női kézilabda-válogatott
A tunéziai női kézilabda-válogatott Tunézia nemzeti csapata, amelyet a Tunéziai Kézilabda-szövetség irányít. A legjobb helyezésük világbajnokságon egy tizenkettedik helyezés. Olimpiára még nem jutottak ki.

## Részvételei

### Világbajnokság
- 1975: 12.
- 2001: 19.
- 2003: 18.
- 2007: 15.
- 2009: 14.
- 2011: 18.
- 2013: 17.
- 2015: 21.
- 2017: 24.
- 2019: nem jutott ki
- 2021: 27.

### Afrika-bajnokság
- 1974:  Arany
- 1976:  Arany
- 1981:  Ezüst
- 1983: 5.
- 1985: 4.
- 1987: 4.
- 1989: 6.
- 1992: 7.
- 1994: 6.
- 2000:  Bronz
- 2002:  Bronz
- 2004: 4.
- 2006:  Ezüst
- 2008: 4.
- 2010:  Ezüst
- 2012:  Ezüst
- 2014:  Arany
- 2016:  Ezüst
- 2018: 6.
- 2021:  Bronz
- 2022: 5.

### Pánarab játékok
- 1985:  Arany
- 1992:  Ezüst
- 1999:  Ezüst
- 2011:  Ezüst